# Joachim François Mamert de Conzié
Joachim François Mamert de Conzié fue un arzobispo francés de finales del siglo XVIII, arzobispo de Tours de 1775 a 1795. Nacido el 20 de marzo de 1738 en château de Pommier  en Saint-Martin-du-Mont (Ain), murió en el exilio el 8 de mayo de 1795 en Ámsterdam.

## Familia
De la familia Conzié, establecida en Bresse, hijo de François-Mamert de Conzié, barón de Pommier (o Pomier), e Isabelle-Françoise-Madeleine Damas d'Anlezy. Es el hermano menor de Louis de Conzié.

## Carrera eclesiástica
Primero fue gran vicario de su hermano Luis y luego obispo de Saint-Omer y tuvo éxito cuando fue designado para Arras.
Fue transferido el 29 de mayo de 1775 al Arquidiócesis de Tours, de la cual es el titular n°120, sucediendo a Bernardin de Rosset de Fleury, hijo del primer duque de Fleury, que había sido trasladado a la sede de Cambrai.
Es miembro de la asamblea del clero de 1785, continuada en 1786.
En septiembre de 1788, fue sospechoso "de intriga en la corte, ya sea para otros o para sí mismo" por la sucesión de Lamoignon de Bâville a cargo del Guardián de los Sellos.

## Bajo la Revolución Francesa
Elegido diputado del clero de Tours a los Estados Generales de 1789, firmó las primeras protestas allí a la derecha. Se adhiere a la Exposición de Principios, una declaración del 13 de febrero de 1791 a los administradores del distrito de Tours. Protesta contra la elección de abbé Grégoire como obispo constitucional del recién creado departamento de Loir-et-Cher (1791 ) y la de Pierre Suzor en Tours por la de Indre-et-Loire.
Luego emigró a Aix-la-Chapelle. Ante el avance de las tropas francesas, se retiró a Holanda y cayó enfermo en Ámsterdam. Murió allí el 8 de mayo de 1795.